# Урусники
Урусники́ (укр. Уруснікі, крымскотат. Urusnıñki, Уруснынъки) — исчезнувшее село в Нижнегорском районе Республики Крым, располагавшееся на юго-востоке района, в степном Крыму, на левом берегу реки Биюк-Карасу, примерно в 1,5 км южнее современного села Заречье.

## История
Первое документальное упоминание села встречается в Камеральном Описании Крыма… 1784 года, судя по которому, в последний период Крымского ханства Рус Токай входил в Насывский кадылык Карасъбазарскаго каймаканства. После присоединения Крыма к России (8) 19 апреля 1783 года, (8) 19 февраля 1784 года, именным указом Екатерины II сенату, на территории бывшего Крымского Ханства была образована Таврическая область и деревня была приписана к Левкопольскому, а после ликвидации в 1787 году Левкопольского — к Феодосийскому уезду Таврической области. После Павловских реформ, с 1796 по 1802 год, входила в Акмечетский уезд Новороссийской губернии. По новому административному делению, после создания 8 (20) октября 1802 года Таврической губернии, Урусники был включён в состав Урускоджинской волости Феодосийского уезда.
По Ведомости о числе селении, названиях оных, в них дворов… состоящих в Феодосийском уезде от 14 октября 1805 года , в деревне Урус-нуку числилось 10 дворов и 84 жителя. На военно-топографической карте генерал-майора Мухина 1817 года деревня Хруснике обозначена с 28 дворами. После реформы волостного деления 1829 года Уруснуку, согласно «Ведомости о казённых волостях Таврической губернии 1829 года», отнесли к Бурюкской волости (переименованной из Урускоджинской). На карте 1836 года в деревне 23 двора, как и на карте 1842 года.
В 1860-х годах, после земской реформы Александра II, деревню приписали к Шейих-Монахской волости. В «Памятной книжке Таврической губернии за 1867 год», среди покинутых по причине эмиграции крымских татар, особенно массовой после Крымской войны 1853—1856 годов деревень Урусники не значатся', но, согласно «Списку населённых мест Таврической губернии по сведениям 1864 года», составленному по результатам VIII ревизии 1864 года, Уруснуки — уже владельческая русская деревня с 3 дворами и 13 жителями при реке Биюк-Кара-Су. На трёхверстовой карте Шуберта 1865—1876 года деревня Урусники обозначена с 7 дворами.
По «…Памятной книжке Таврической губернии на 1892 год» в безземельной деревне Урсунки Андреевской волости, не входившей ни в одно сельское общество, было 13 жителей, у которых домохозяйств не числилось, но имело ли оно отношение к Урусникам, из доступных источников не ясно.